# 阿努普·斯里达尔
阿努普·斯里达尔（Anup Sridhar，1983年4月11日—）生于印度班加罗尔，印度男子羽毛球运动员。

## 生涯
斯里达尔是印度知名度最高的羽球手之一，是印度汤姆斯杯的队长。他取得了北京奥运会的参赛资格。在北京奥运会羽毛球男子单打比赛中，斯里达尔打入了32强，13-21, 17-21输给了日本选手佐藤翔治。
斯里达尔在2007年取得了不错的战绩，国际排名达到了第25名成为了印度顶级羽毛球选手。 2008年初，他的排名达到了生涯最高的第24名。

## 主要比賽成績
只列出曾進入準決賽的國際賽事成績：
| 年份   | 賽事                     | 公開賽級別 | 項目     | 成績   |
| ------ | ------------------------ | ---------- | -------- | ------ |
| 2007年 | 德國羽毛球大獎賽         | 大獎賽     | 男子單打 | 準決賽 |
| 2007年 | 亞洲羽毛球錦標賽         | 其他       | 男子單打 | 季軍   |
| 2010年 | 印度羽毛球國際挑戰賽     | 國際挑戰賽 | 男子單打 | 準決賽 |
| 2011年 | 新加坡羽毛球國際系列賽   | 國際系列賽 | 男子單打 | 亞軍   |
| 2012年 | 馬爾代夫羽毛球國際挑戰賽 | 國際挑戰賽 | 男子單打 | 準決賽 |
| 2012年 | 新加坡羽毛球國際系列賽   | 國際系列賽 | 男子單打 | 準決賽 |
| 2013年 | 捷克羽毛球國際賽         | 國際挑戰賽 | 男子單打 | 冠軍   |

| 2007-2017年 | 首要超級賽 | 超級賽 | 黃金大獎賽 | 大獎賽 | 國際挑戰賽 | 國際系列賽 | 未來系列賽 | 其他 |

| 2018-2026年 | 總決賽 | 超級1000賽 | 超級750賽 | 超級500賽 | 超級300賽 | 超級100賽 | 國際挑戰賽 | 國際系列賽 | 未來系列賽 | 其他 |

### 奧運會和世錦賽參賽紀錄
|          | 2006 | 2007 | 2008 |
| -------- | ---- | ---- | ---- |
| 男子單打 | 64強 | 8強  | 32強 |